# 古巴—美國關係
古巴－美國關係（西班牙語：Relaciones Cuba-Estados Unidos）指古巴與美國兩國間的雙邊關係，簡稱古美关系或美古關係。在兩國彼此分别从英国和西班牙獨立之前，雙方曾有過共同的利害關係。

## 历史
美國在18世纪末独立后，整个19世纪曾多次計划向西班牙帝國購買古巴。隨著西班牙在加勒比地区的影響力衰退，美國逐年擴大在古巴的政治與經濟主導地位，掌握了古巴的產業命脈。
自1898年美西战争美国胜利以后，古巴从西班牙交给美国，原古巴共和國時期亲美，但1959年古巴革命後，新的古巴政府开始亲苏，使得兩國關係大幅惡化，古巴要求美國交還關塔那摩灣基地，但美國無意交還。
卡斯楚此間曾對美國進行訪問，還勉強維持外交關係，但美國麦卡锡主义盛行、对共产党的強烈疑慮、对古巴經濟社會主義化的明確反對，使美古的友誼在1961年豬灣事件正式破裂，美古断绝外交關係，随后美国對古巴長期保持禁運，古巴也禁止美国公司在古巴进行非法交易。随后发生的古巴導彈危機，被认为是人類史上距離核戰最近的一次。
古美断交期间在古巴的美國外交代表機構稱為美國駐哈瓦那利益代表處（United States Interests Section of the Embassy of Switzerland in Havana, Cuba ），古巴也有一個類似的機構在华盛顿哥伦比亚特区，稱為古巴利益代表處（Cuban Interests Section），兩者在名義上各自属于瑞士驻美大使館和瑞士驻古巴大使馆，但實質上獨立運作直到2010年代两国关系正常化。
古巴革命期間，美國公司的財產被新古巴政府收歸國有，並引發美國對古巴的長期貿易禁運，制裁多年後，美國认为在古巴人權未獲得顯著改善前，會持續實施下去。
在東歐發生了1989年系列革命，導入了民主化與市场化制度的同時，包括聯合國大會在內的數個組織均一致公開呼籲美國停止此一持續數十年對古巴的經濟制裁措施。

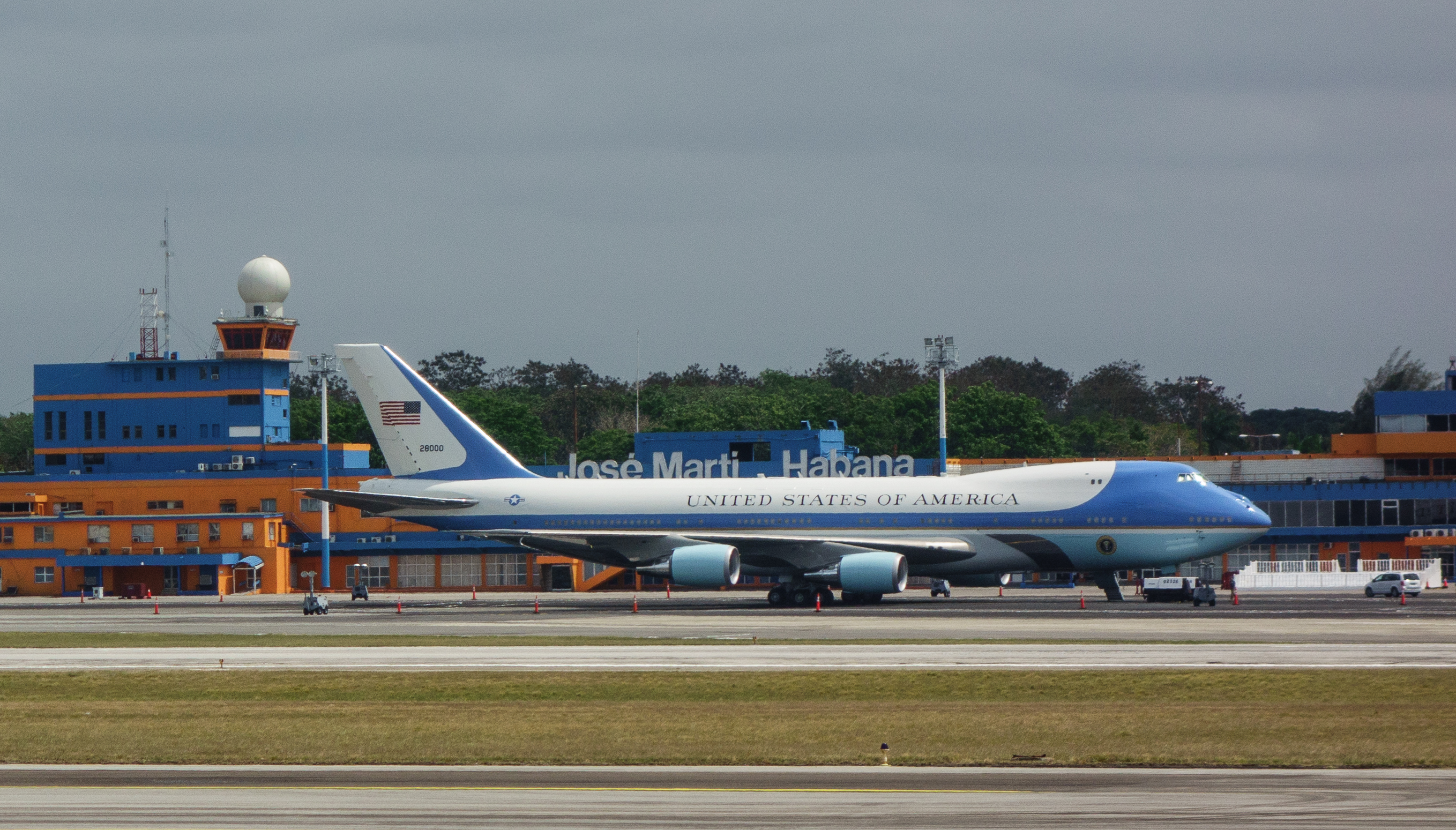
奥巴马乘坐的空军一号于古巴何塞·马蒂国际机场

2014年12月17日，美國總統巴拉克·歐巴馬與古巴國務委員會主席勞爾·卡斯楚共同宣佈，兩國關係將開始正常化。談判在早前的幾個月於加拿大和梵蒂冈間進行，教宗方濟各也居間協助。新的協議美國將解除部份旅遊限制，也將減少匯款的限制，並重新开放1961年后因古巴倒向苏联时而关闭的美国驻古巴大使馆。
2015年，奥巴马政府把古巴從「支持恐怖主义的国家」名單中除名。2015年7月1日，奥巴马宣布美國與古巴正式恢復外交關係。7月20日零時起，兩國正式恢復邦交，两国在对方的利益代表处升格为大使馆，并于2016年3月访问古巴。巴拉克·奥巴马是继1928年1月时任美国总统卡尔文·柯立芝访问古巴之后，美国总统第二次访问古巴。
在特朗普担任美国总统后，双方关系再次陷入僵局。2017年，古巴公民無法在哈瓦那办理赴美移民签证，相關業務轉移至圭亚那首都乔治敦。2017年下旬，有駐哈瓦那的美國和加拿大外交官經歷了影響大腦的異常身體症狀，包括喪失聽力、頭暈和噁心美國調查人員無法確定這些症狀的原因，被外界稱為「哈瓦那綜合症」，美國其後下令不必要的外交官和家屬離開古巴。2019年4月17日，美国国务卿蓬佩奥宣布，美国将于5月2日启动1996年通过的赫尔姆斯－伯顿法部分内容，允许美国公民对与古巴做生意的外国公司提出索赔。该法案第三章规定，任何同古巴政府在1959年1月1日以后没收财产有牵连的外国人，都负有向原先拥有这些财产的美国国民支付相应赔偿和利息的法律义务。美国国家安全顾问约翰·博尔顿也宣布，美国公民每个季度向古巴境内的汇款不得超过1000美元。同时，在古巴没有亲属的美国公民将被限制前往该国。此外，包括军用航空公司海鸥货运在内的古巴的五个实体公司被列入黑名单。
2019年6月4日，美国国务院发布声明称，美方将采取措施限制人员以及禁止邮轮、游艇、帆船以及私人飞机从美国前往古巴，以防止古巴军方和安全部门从中获利。古巴旅游收入再次受到打击。10月25日，美国以避免古巴政府从航班获利后资助委内瑞拉马杜罗政府為由，叫停部分往来于美国与古巴的航班。
2020年11月，美國財政部宣佈凡禁止美國公民和公司與受美國國務院制裁的200多個與古巴政府或軍隊有關的實體和公司進行匯款往來。受此禁令影響，從11月27日起，西聯匯款將關閉其在古巴的407家分支機構。
2022年5月16日，美国政府宣布一系列放宽特朗普政府时期对古巴家庭汇款和美國人前往古巴旅行的限制，并大幅增加古巴人的美国签证数量。
2023年1月，美国恢复在古巴为該國公民办理移民签证。
2025年1月14日，美國将古巴从美国认定的支持恐怖主义的国家名单中移除，並且取消对某些古巴个人或实体与美国个人或实体进行交易的限制。
2025年1月20日，美國總統特朗普上任後隨即簽署行政命令，再次將古巴重新列為「支持恐怖主義的國家」，古巴共產黨第一書記迪亞斯-卡內爾在社交媒體發文批評特朗普政府的做法。